# Должанское сельское поселение (Краснодарский край)
Должанское сельское поселение — муниципальное образование в составе Ейского района Краснодарского края России. 
В рамках административно-территориального устройства Краснодарского края ему соответствует Должанский сельский округ.
Административный центр и единственный населённый пункт — станица Должанская.

## Население
| 2010  | 2012  | 2013  | 2014  | 2015  | 2016  | 2017  |
| ----- | ----- | ----- | ----- | ----- | ----- | ----- |
| 7019  | ↘6954 | ↘6909 | ↘6898 | ↘6863 | ↘6810 | ↘6725 |
| 2018  | 2019  | 2020  | 2021  | 2023  |       |       |
| ↘6673 | ↘6624 | ↘6590 | ↗6652 | ↗6657 |       |       |